# Dale Earnhardt Inc.
Dale Earnhardt Inc. est une ancienne écurie NASCAR basée à Concord en Caroline du Nord. Créée par Dale Earnhardt en 1996 puis dirigée par sa femme Teresa après sa mort en 2001, Dale n'a jamais couru pour son écurie.

## Parcours en NASCAR Cup series
L'écurie participe au championnat Cup Series, principale division de la NASCAR, dès 1996 mais ce n'est que 4 ans plus tard qu'elle gagne ses premières courses grâce à Dale Earnhardt Jr. au volant de la Chevrolet no 8. Earnhardt Jr. remporte au total 17 courses jusqu'à son départ fin 2008. Emmenant avec lui ses sponsors, l'écurie rencontre des difficultés financières et fusionne avec la Chip Ganassi Racing pour donner naissance en 2009 à la Earnhardt Ganassi Racing. La Dale Earnhardt Inc. gagne en 13 ans d’existence 24 courses (dont le Daytona 500 avec la no 15 de Michael Waltrip en 2001 et 2003) mais aucun titre.